# معركة الدشيرة
معركة الدشيرة هي مواجهة عسكرية وقعت في 13 يناير 1958 في منطقة الدشيرة الواقعة في شمال مدينة العيون في المغرب كجزء من حرب إفني حيث كان جيش التحرير الوطني المغربي يُنفذ عمليات عسكرية ضد القوات الاستعمارية الإسبانية لتحرير مدينة إفني ومدينة طرفاية ومنطقة الصحراء الإسبانية.

## الخلفية التاريخية
بعد حصولهم على الاستقلال في عام 1956، ازداد المغاربة في عهد السلطان محمد الخامس اهتمامًا بإنهاء استعمار الممتلكات الإسبانية بناءًا على العلاقات التاريخية والجغرافية مع هذه المنطقة.

## المعركة
قام جيش التحرير الوطني المغربي في 12 يناير عام 1958 بمهاجمة الحامية الإسبانية في مدينة العيون، إلا أن الهجوم الأول فشل، وتمكن الإسبان من هزيمة المقاتلين المغاربة من جيش التحرير الوطني الذي انسحب متراجعًا نحو الجنوب الشرقي. ظهرت بعد ذلك فرصة أخرى للهجوم في اليوم التالي، عندما قام 350 رجلاً من سريتين إسبانيتين من إحدى كتائب الفيلق 13 بمهمة استطلاعية في منطقة الدشيرة. انتهز جيش التحرير الوطني المغربي هذه الفرصة وأطلق حوالي 500 مقاتل مغربي النار، بينما كانوا غير مرئيين من مواقعهم في وسط الكثبان الرملية.
نصب مقاتلو جيش التحرير الوطني المغربي كمينًا للقوات الإسبانية من الساعة 10 صباحًا في الساقية الحمراء، وظل جنود الفيلق الإسباني يقاومون للحفاظ على مواقعهم، وحاولوا صد الهجمات المغربية باستخدام قذائف الهاون، واستخدموا نحو 324 قنبلة يدوية، وبعض الأسلحة الخفيفة. استمر القتال حتى بعد حلول الظلام، وبدأ جيش التحرير الوطني يُهاجم من مسافات قريبة لدرجة أن المعركة شهدت في بعض الأحيان اشتباكات مستمرّة بالأيدي وبالحراب. وبسبب نقص المياه، وسقوط العديد من الجرحى والنقص السريع في الذخيرة، اضطر جنود الفيلق الإسباني للتراجع والانسحاب، وقد نجحوا في إخراج جرحاهم من ساحة المعركة بفضل الضابطين فادريك كاسترومونتي وخوان ماديرال أوليغا، الذين ظلوا مسلحين بالبنادق الرشاشة لتغطية انسحاب مقاتلي الفيلق حتى وفاتهم.
وفي فبراير عام 1958 شنت القوات الفرنسية الإسبانية هجومًا واسع النطاق أدى إلى تفكيك جيش التحرير المغربي في الصحراء الغربية. كانت تلك هي المرة الأولى التي يتم فيها شن هجمات جوية بعدما نشرت فرنسا وإسبانيا حوالي 130 طائرة (60 طائرة إسبانية و 70 فرنسية)، كما تدخل على الأرض ما يقرب من 9000 جندي إسباني ونحو 5000 جندي فرنسي تحت قيادة الجنرال لوبيز فالنسيا النقيب العام لجزر الكناري كقاد للقوات الإسبانية.
خسر جيش التحرير المغربي 150 قتيلا بعد تعرضه للهجمات الجوية والبرية التي شنتها القوات الإسبانية بمساعدة القوات الفرنسية. وفي 10 فبراير عام 1958، قام الجيش الإسباني المنظم في طابور آلي بطرد المغاربة الذين احتلوا منطقة الدشيرة ثم مدن تافروات والسمارة.

## الخسائر المادية والبشرية
تكبد جيش التحرير الوطني المغربي في الهجوم الأول خسائر فادحة بلغت حوالي 200 رجل، قبل أن ينسحبوا في الظلام عندما كانت أعدادهم غير كافية لمواصلة القتال، بينما خسر الجيش الإسباني مالا يقل عن 37 قتيلاً و50 جريحًا (أو 78 جريحًا بحسب مصادر أخرى) في صفوفه.

## التداعيات
يحتفل المغرب كل عام بفخر كبير بملحمة معركة الدشيرة على الرغم من الخسائر البشرية الفادحة التي تكبدتها قوات جيش التحرير الوطني المغربي، والتي أدت إلى انسحاب المغاربة من الصحراء الغربية في عام 1958، فقد ساهمت المعركة في إعادة مقاطعة طرفاية إلى المغرب بعد أن حررها الجنود المغاربة من أيدي إسبانيا، على الرغم من الانسحاب منها في وقت ارتداد رسمي لاحق من أجل تهدئة التوترات، واستمرار الكفاح من أجل إنهاء احتلال الصحراء دبلوماسياً. يحتفل المغرب في ذلك الوقت من كل عام بانتصار قواته الذين شاركوا بالتالي في استعادة الأقاليم الجنوبية و وحدة أراضي المغرب.
منحت الحكومة الإسبانية للجندي فرانسيسكو فادريك كاسترومونتي وسام صليب سان فرناندو في عام 1960 بعد وفاته، كما مُنح الجندي خوان ماديرال أوليغا أيضًا صليب سان فرناندو في عام 1966 بعد وفاته، ويُعد صليب سان فرناندو هو أعلى وسام عسكري في إسبانيا. كان لا يزال هناك ثمانية إسبان ناجين من القتال في معركة الدشيرة حتى الوقت الحالي. وفي 13 يناير عام 2018 ذهب خمسة من هؤلاء المحاربين القدامى إلى مقر لواء الفيلق ألفونسو الثالث عشر لإحياء ذكرى معركة عام 1958 في منطقة الدشيرة.